# إيلا راي بيك
إيلا راي بيك (بالإنجليزية: Ella Rae Peck)‏ هي ممثلة أمريكية، ولدت في 8 سبتمبر 1990 بمنيابولس في الولايات المتحدة. بدأت مشوارها المهني سنة 2006.

## أعمال

### أفلام
- (2011) شاب بالغ[5]
- (2013) المكالمة[6]

### مسلسلات
- ذا غود وايف
- فتاة النميمة

## وصلات خارجية
- إيلا راي بيك على موقع IMDb (الإنجليزية)
- إيلا راي بيك على موقع روتن توميتوز (الإنجليزية)
- إيلا راي بيك على موقع ألو سيني (الفرنسية)
- إيلا راي بيك على موقع أول موفي (الإنجليزية)
- إيلا راي بيك على موقع قاعدة بيانات الأفلام السويدية (السويدية)
- إيلا راي بيك على موقع قاعدة بيانات الفيلم (الإنجليزية)
- إيلا راي بيك على موقع كينوبويسك (الروسية)